# Сундберг, Бертиль
Бертиль Сундберг (швед. Bertil Sundberg; 7 июля 1907, Стокгольм — 20 июля, 1979, Стокгольм) — шведский шахматист.

## Биография
В 1930-е и 1940-е годы был одним из лучших шахматистов Швеции по игре по переписке. В 1938 году победил на первом шахматном чемпионате Швеции по переписке. Этот успех повторил еще два раза (1943, 1947).
Представлял сборную Швеции на неофициальной шахматной олимпиаде в 1936 году и в индивидуальном зачете завоевал бронзовую медаль.